# 맥북 프로
맥북 프로(MacBook Pro)는 애플 매킨토시 노트북 컴퓨터 라인업으로, 2006년 1월 10일 맥월드 엑스포에서 처음 공개되었다. 맥북 프로는 파워북 G4의 후속으로 발표되었으며, 아이맥 이후 나온 두번째 맥 라인업이다. 현재 M2 Pro와 M2 Max가 탑재된 맥북 프로 14인치와 16인치가 가장 최신 기종이다.
가장 첫 모델은 파워북 G4의 디자인과 흡사하게 출시되었다. 그러나 파워PC G4 칩 대신 인텔 코어를 사용하였으며, 15인치 모델은 1월, 17인치 모델은 4월에 출시되었다. 이후 두 모델은 몇몇의 업데이트를 거치고, 그해 말 인텔 코어 2로 교체되었다.
두번째 모델은 흔히 "유니바디" 라고 불리는 모델이다. 보다 얇아진 디자인과 케이싱을 갖췄으며, 하나의 알루미늄 블록을 통째로 가공하였다. 2008년 10월에 15인치와 13인치가 함께 발표되었다. 이후 1월에 17인치 모델이 추가되었으며, 이때부터 베터리를 내장하기 시작했다. 해당 라인업이 끝나기 전까지 인텔 코어 i5와 인텔 코어 i7을 탑재하고, 썬더볼트 기술을 적용하였다.
세번째 모델은 2012년 6월에 발표되었다. 처음으로 레티나 디스플레이를 탑재하였으며 이때는 15인치 모델만 출시되었다. 이후 버전에서부터 13인치와 15인치가 함께 공개되었다. 세번째 모델의 등장과 함께 17인치 맥북 프로는 단종되었다. 디자인은 2세대와 거의 같은 유니바디 디자인을 유지하였다. 차이점으로는 광학 디스크 드라이브를 제거 하였고, 하드 디스크를 솔리드 스테이트 드라이브로 교체하였다.
2013년 10월 22일, 샌프란시스코에서 열린 키노트에서, 13인치 및 15인치 맥북 프로 레티나에 해스웰 탑재를 발표했으며, 가격 역시 $200 정도 낮췄다. 비 레티나 맥북 프로 라인업은 이때 공식적으로 단종되었다.
2016년 10월 27일, 캘리포니아 쿠퍼티노에서 열린 이벤트를 통해, '터치바'를 탑재한 맥북 프로 레티나를 선보였으며, 터치바를 탑재하지 않은 맥북 프로 레티나 모델도 발표하였다.

## 맥북 프로 1세대
첫 15인치 맥북 프로는 2006년 1월 1일, 맥 월드 컨퍼런스 & 엑스포에서 스티브 잡스에 의해 발표되었다. 이어 17인치 모델은 2006년 4월 24일 발표되었다. 첫 디자인은 최대한 파워북 G4의 디자인을 유지하는 성향을 보였으나, 파워맥 G4의 코어 대신 인텔의 CPU를 삽입하였다. 기존 파워북과 맥북 프로의 가장 큰 차이점은 iSight 웹캠을 내장하였고, 맥세이프 타입의 자석 부착식 파워 커넥터를 도입하여 충전 선을 당기더라도 노트북이 함께 낙하하는 일을 방지했다는 점이다.
또한 듀얼 레이어 DVD를 도입하여 파워북 G4에서는 하지 못했던 디스크 기록 기능을 추가하였다.
15인치, 17인치 모델 모두 익스프레스 카드 슬롯을 갖췄고, 이는 기존 파워북 G4가 가지고 있던 PC 슬롯을 대체하였다. 15인치 모델은 거의 준 유니바디 디자인으로 설계되었고, 두개의 USB 2.0 포트와 파이어와이어 400 포트를 가지고 있다. 반면 17인치 모델은 3개의 USB 2.0 포트와 하나의 파이어와이어 400 포트를 가지고 있다. 파이어와이어 800 포트가탑재된 것은 이 이후의 모델부터이다. DVI 외장 디스플레이를 통해 최대 2,560 X 1800대 해상도를 지원하였으며, 두 모델 모두 기가비트 이더넷 포트와, 블루투스 2.0, 그리고 802.11a/b/g를 지원한다. 이후 모델에서 블루투스 2.1과 802.11n을 지원하였다.

### 업데이트
애플은 2006년 10월 24일 맥북 프로 라인업을 리프레시 하였다. 인텔 코어 2 프로세서를 도입하였으며, 메모리의 용량 역시 두 모델이 각각 두배로 증대되었다. 로우 앤드 15인치 모델은 1기가 바이트, 하이앤드 15인치 및 17인치 모델은 2기가 바이트로 업데이트되었다. 그릭 15인치 모델에 파이어와이어 800을 도입하였다. 하드 디스크의 용량 역시 증가되었으나 비디오 카드의 옵션은 유지되었다. 비디오카드는 이후 2007년 6월에 엔비디아 지포스의 Geforce 8600M로 업데이트되었다. 이 발표때 15인치 모델부터 LED 백라이트를 탑재하였고, 무게 역시
기존 2.54Kg에서 2.4Kg으로 줄어들었다. 추가적으로 프론트 사이드 버스를 도입하여 메모리의 성능이 667MHz에서 800MHz로 업데이트되었다. CPU는 2.6GHz의 산타 로사 플랫폼 코어 2 듀오 CPU를 도입하였다

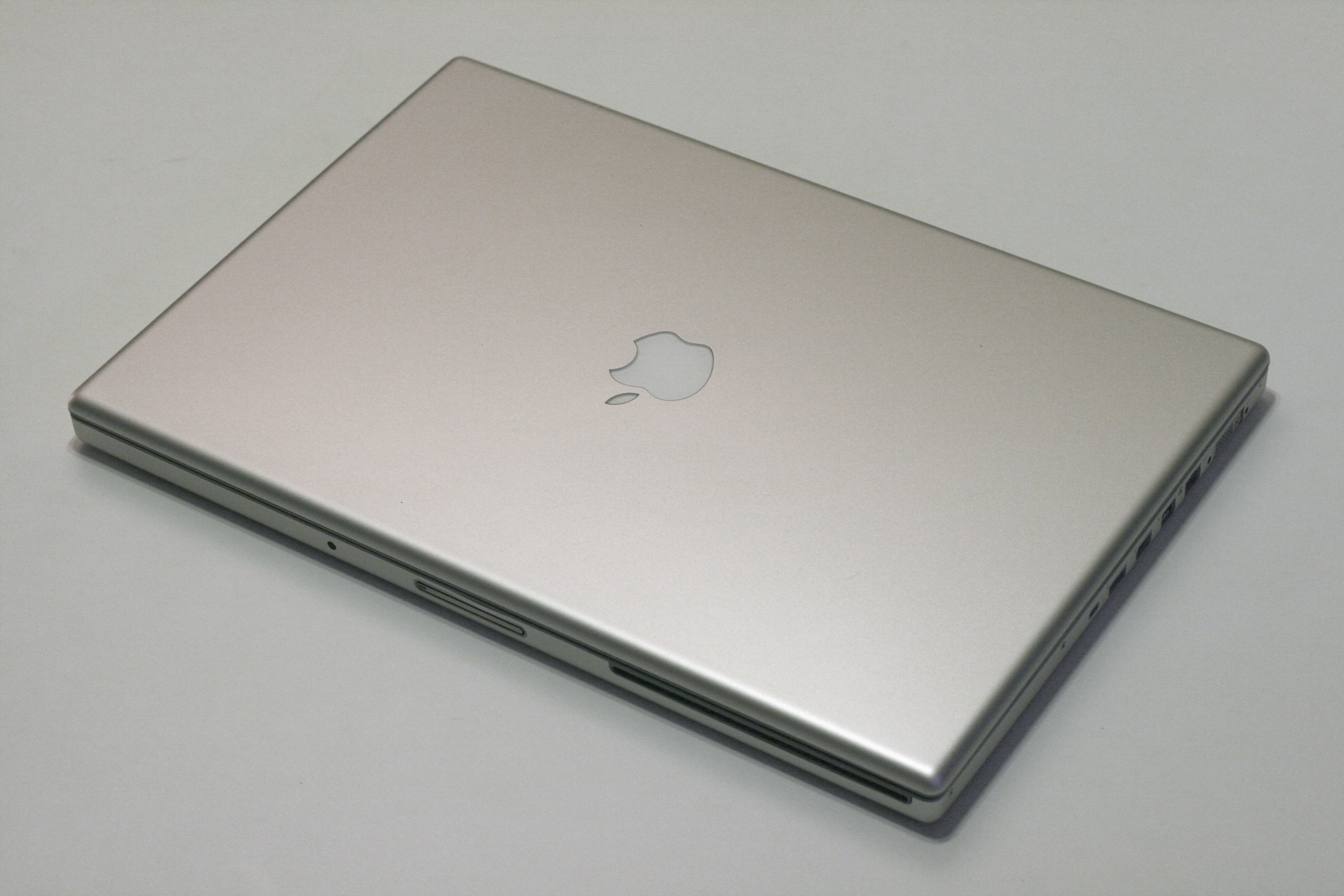
1세대 17인치 맥북 프로

2008년 2월 26일, 맥북 프로가 업데이트되었다. 17인치에도 LED 백라이트 패널이 탑재되었으며, 프로세서는 공정 65나노의 메롬에서 45나노 펜린으로 교체되었다. 하드디스크 및 메모리 용량 역시 증가되었다. 처음으로 멀티 터치 트랙패드가 도입되었으며, 이와 거의 동시에 1세대의 맥북 에어가 공개되었다. 이후 2008년 10월 14일 처음으로 유니바디 15인치 맥북 프로가 출시되었으며, 같은 해상도의 준 유니바디 모델은 단종되었다. 17인치 모델은 이후 얼마간 계속 판매되었다. 두 준 유니바디 모델들이 단종된 것은 2009년 1월이며, 17인치 모델 역시 유니 바디로 설계되어 출시되었다.

### 스펙
| 출시일                                                                        | 2006년 1월 10일 (15"), 2006년 4월 24일 (17") | 2006년 10월 24일 | 2007년 6월 5일                                                                                    | 2007년 11월 1일                                                                                             | 2008년 2월 26일 | 2008년 10월 14일 |                                       |                                       |                                       |
| 모델 명                                                                       | MA463*/A, MA464*/A; MA600*, MA601*; MA092*/A | MA609*, MA610*,, MA611*/A | MA895*, MA896*,, MA897*                                                                           | MA895*/A, MA896*/A,, MA897*/A                                                                               | MB133*/A, MB134*/A,, MB166*/A | MB766*/A |                                       |                                       |                                       |
| 모델 식별                                                                     | MacBookPro1,1, MacBookPro1,2 | MacBookPro2,1, MacBookPro2,2 | MacBookPro3,1                                                                                     | MacBookPro3,1                                                                                               | MacBookPro4,1 | MacBookPro4,1 (re-listed)                                                                                           |                                       |                                       |                                       |
| 와이드 스크린 디스플레이                                                      | 15.4", LCD, 1,440 × 900 | 15.4", LCD, 1,440 × 900 | 15.4", LCD, 1,440 × 900, LED 백라이트                                                             | 15.4", LCD, 1,440 × 900, LED 백라이트                                                                       | 15.4", LCD, 1,440 × 900, LED 백라이트                                                                                                | 15.4", LCD, 1,440 × 900, LED 백라이트                                                                               | 15.4", LCD, 1,440 × 900, LED 백라이트 | 15.4", LCD, 1,440 × 900, LED 백라이트 | 15.4", LCD, 1,440 × 900, LED 백라이트 |
| 와이드 스크린 디스플레이                                                      | 17", LCD, 1,680 × 1,050 | 17", LCD, 1,680 × 1,050 | 17", LCD, 1,680 × 1,050 추가 선택 1,920 × 1,200                                                   | 17", LCD, 1,680 × 1,050 추가 선택 1,920 × 1,200                                                             | 17", LCD, 1,680 × 1,050 추가 선택 1,920 × 1,200, LED 백라이트                                                                        | 17", LCD, 1,920 × 1,200, LED 백라이트                                                                               |                                       |                                       |                                       |
| CPU                                                                           | 1.83 GHz (T2400), 2.0 GHz (T2500) 및 2.16 GHz (T2600) 2MB 온 보드 캐시 메모리 | 2.16 GHz (T7400) 및 2.33 GHz (T7600) 4MB 온 보드 캐시 메모리 | 2.2 GHz (T7500) 및 2.4 GHz (T7700) 4MB 온 보드 캐시 메모리                                        | 2.2 GHz (T7500) 및 2.4 GHz (T7700) 4MB 온 보드 캐시 메모리 추가선택 2.6 GHz (T7800) 4MB 온 보드 캐시 메모리 | 2.4 GHz (T8300) 3MB 온 보드 캐시 메모리 및 2.5 GHz (T9300) 6MB 온 보드 캐시 메모리 추가 선택 2.6 GHz (T9500) 6MB 온 보드 캐시 메모리 | 2.5 GHz (T9300) 6MB 온 보드 캐시 메모리 (T9500) 6MB 온 보드 캐시 메모리                                             |                                       |                                       |                                       |
| 프론트 사이드 버스                                                            | 667 MHz | 667 MHz | 800 MHz                                                                                           | 800 MHz | 800 MHz | 800 MHz |                                       |                                       |                                       |
| 램 두개 슬롯의 PC2-5300 DDR2 SDRAM (667 MHz)                                  | 512 MB (256 MB X2), 1 GB (512 MB X2) 최대 2 GB로 확장 가능 | 1 GB (512 MB X2), 2 GB (1 GB X2) 최대 4Gb로 확장 가능, 다만 32비트 환경이라 3r기가 바이트만 사용                                                                                           | 2 GB (1 GB X2)최대 6기가 바이트로 확장 가능                                                       | 2 GB (1 GB X2)최대 6기가 바이트로 확장 가능                                                                 | 2 GB (1 GB X2)최대 6기가 바이트로 확장 가능                                                                                          | 4 GB (2 GB X2) |                                       |                                       |                                       |
| 그래픽 카드 듀얼 링크, DVI 포트]]                                             | AMD 라데온 X1600, 128MB 및 256MB의 GDDR3 SDRAM | AMD 라데온 X1600, 128MB 및 256MB의 GDDR3 SDRAM | 엔디비아 지포스 8600M GT 128MB 및 256MB의 GDDR3 SDRAM                                             | 엔디비아 지포스 8600M GT 128MB 및 256MB의 GDDR3 SDRAM                                                       | 엔디비아 지포스 8600M GT 256MB 및 512MB의 GDDR3 SDRAM                                                                                | 엔디비아 지포스 9600M GT 256MB 및 512MB GDDR3 SDRAM                                                                 |                                       |                                       |                                       |
| 하드 드라이브                                                                 | 80 GB, 100 GB, 및 120 GB serial ATA, 5,400-rpm 추가 선택 100 GB 7,200-rpm 및 120 GB 5,400-rpm. | 120 GB, 160 GB, 및 200 GB 시리얼 ATA , 5,400-rpm 추가 선택 100 GB, 7,200-rpm. | 120 GB 및 160 GB 시리얼 ATA, 5,400-rpm 추가 선택 250 GB, 4,200-rpm 및 160 GB, 7,200-rpm.          | 120 GB, 160 GB 시리얼 ATA, 5,400-rpm 추가 선택 250 GB, 5,400-rpm 및 200 GB, 7,200-rpm.                      | 200 GB, 250 GB 시리얼 ATA, 5,400-rpm 추가 선택 200 GB 7,200-rpm 및 300 GB 4,200-rpm.                                                 | 250 GB 시리얼 ATA, 5,400-rpm 추가 선택 320 GB, 7,200-rpm 및 128 GB SSD.                                             |                                       |                                       |                                       |
| 광학 디스크 드라이브                                                          | 콤보 드라이브: 8× DVD 읽기, 24× CD-R, 10× CD-RW 기록 슈퍼 드라이브: 8× 듀얼 레이어 디스크 읽기 4× DVD+/-R & RW 기록 24× CD-R 및 10× CD-RW 기록 슈퍼 드라이브: 4× DVD+R 쓰기, 8× DVD+/-R 읽기, 4× DVD+/-RW 쓰기, 24× CD-R, 및 10× CD-RW 쓰기 (17-inch) | 슈퍼 드라이브: 2.4× DVD+R DL 쓰기, 6× DVD+/-R 읽기, 4× DVD+/-RW 쓰기, 24× CD-R, 및 10× CD-RW 기록 및 4× DVD+R DL 쓰기, 8× DVD+/-R 읽기/쓰기, 4× DVD+/-RW 쓰기, 24× CD-R, 및 10× CD-RW 기록 | SuperDrive: 4× DVD+R DL 쓰기, 8× DVD+/-R 읽기/쓰기, 4× DVD+/-RW 쓰기, 24× CD-R, 및 10× CD-RW 기록 | SuperDrive: 4× DVD+R DL 쓰기, 8× DVD+/-R 읽기/쓰기, 4× DVD+/-RW 쓰기, 24× CD-R, 및 10× CD-RW 기록           | SuperDrive: 4× DVD+R DL 쓰기, 8× DVD+/-R 읽기/쓰기, 4× DVD+/-RW 쓰기, 24× CD-R, 및 10× CD-RW 기록                                    | 슈퍼 드라이브: 4× DVD+R DL 쓰기, 8× DVD+/-R 읽기/쓰기, 8× DVD+RW 쓰기, 6× DVD-RW 쓰기, 24× CD-R, and 16× CD-RW 기록 |                                       |                                       |                                       |
| 에어포트 카드                                                                 | 내장형 802.11a/b/g (AR5007 칩셋) | 내장형 802.11a/b/g (AR5008 chipset) | 내장형 802.11a/b/g/n (AR5008 및 BCM4322 칩셋)                                                     | 내장형 802.11a/b/g/n (AR5008 및 BCM4322 칩셋)                                                               | 내장형 802.11a/b/g/n (AR5008 및 BCM4322 칩셋)                                                                                        | 내장형 802.11a/b/g/n (AR5008 및 BCM4322 칩셋)                                                                       |                                       |                                       |                                       |
| 외장 연결 지원                                                                | | |                                                                                                   | | | |                                       |                                       |                                       |
| 2x USB 2.0 (15") 및 3x USB 2.0 (17")                                          | 2x USB 2.0 (15") 및 3x USB 2.0 (17") | 2x USB 2.0 (15") 및 3x USB 2.0 (17") | 2x USB 2.0 (15") 및 3x USB 2.0 (17")                                                              | 2x USB 2.0 (15") 및 3x USB 2.0 (17")                                                                        | 3x USB 2.0 | |                                       |                                       |                                       |
| 1x FireWire 400 (15") 및 1x FireWire 400 및 1x FireWire 800 (17")             | 1x FireWire 400 및 1x FireWire 800 | 1x FireWire 400 및 1x FireWire 800 | 1x FireWire 400 및 1x FireWire 800                                                                | 1x FireWire 400 및 1x FireWire 800                                                                          | 1x FireWire 400 및 1x FireWire 800                                                                                                   | |                                       |                                       |                                       |
| ExpressCard/34, Gigabit Ethernet, Digital Visual Interface, Audio line in/out | | |                                                                                                   | | | |                                       |                                       |                                       |
| 지원 동작 환경                                                                | OS X 10.6 "Snow Leopard" | OS X 10.7 "Lion" | OS X 10.10 "Yosemite"                                                                             | OS X 10.10 "Yosemite"                                                                                       | OS X 10.10 "Yosemite" | OS X 10.10 "Yosemite"                                                                                               |                                       |                                       |                                       |
| 베터리 리튬 이온, 리튬 폴리머                                                 | 60 Wh (15") | 60 Wh (15") | 60 Wh (15")                                                                                       | 60 Wh (15")                                                                                                 | 60 Wh (15") | 빈칸 |                                       |                                       |                                       |
| 베터리 리튬 이온, 리튬 폴리머                                                 | 68 Wh (17") | |                                                                                                   | | | |                                       |                                       |                                       |
| 무게                                                                          | 5.6 lb (2.5 kg) (15") | 5.6 lb (2.5 kg) (15") | 5.4 lb (2.4 kg) (15")                                                                             | 5.4 lb (2.4 kg) (15")                                                                                       | 5.4 lb (2.4 kg) (15") | 빈칸 |                                       |                                       |                                       |
| 무게                                                                          | 6.8 lb (3.1 kg) (17") | |                                                                                                   | | | |                                       |                                       |                                       |
| 사이즈                                                                        | 14.1 in (36 cm) 넓이 × 9.6 in (24 cm) 높이 × 1.0 in (2.5 cm) (15") | 14.1 in (36 cm) 넓이 × 9.6 in (24 cm) 높이 × 1.0 in (2.5 cm) (15") | 14.1 in (36 cm) 넓이 × 9.6 in (24 cm) 높이 × 1.0 in (2.5 cm) (15")                                | 14.1 in (36 cm) 넓이 × 9.6 in (24 cm) 높이 × 1.0 in (2.5 cm) (15")                                          | 14.1 in (36 cm) 넓이 × 9.6 in (24 cm) 높이 × 1.0 in (2.5 cm) (15")                                                                   | 빈칸 |                                       |                                       |                                       |
| 사이즈                                                                        | 15.4 in (39 cm) 넓이 × 10.4 in (26 cm) 높이 × 1.0 in (2.5 cm) (17") | |                                                                                                   | | | |                                       |                                       |                                       |

## 2세대 맥북 프로 (유니바디)
2세대 맥북 프로는 2008년 10월 14일, 애플의 신 사옥인 인피니트 루프에서 공개되었다. 새로운 15인치 맥북 프로는 완벽하고 정밀하게 알루미늄을 두르다. (precision aluminum unibody enclosure)라는 표어와 함께 맥북 에어와 비슷한 마감으로 제작되었다. 디자이너들은 맥북 프로의 포트들을 케이스 왼쪽으로 몰아넣었고, 광학 드라이브를 오른쪽에 배치시켰다. 새로운 맥북 프로는 두 모델의 비디오 카드를 내장했으며, 파이어와이어 400은 파이어와이어 800포트로 변경되었다. DVI 포트는 미니 디스플레이포트로 교체되었으며, 유저가 바꿔끼울 수 없는 형식의 내장형 베터리로 교체되었다. 애플은 이로써 5시간가량의 구동 시간을 확보했다고 했다. 다만 리뷰어들은 실제로 비디오 스트레스 테스트를 통해 4시간만 구동 된다고 이의를 제기했다. 이에 애플은 300 리사이클 이전까지 80% 이상의 베터리 상태를 유지한다는 대답만을 하였다.

### 디자인
유니바디 설계 맥북 프로는 오리지널 맥북 프로의 디자인을 많이 따라갔다. 그럼에도 확실히 얇아짐으로써 후계기로써의 면모를 보여주었다. 또한 베젤의 변화를 통해 보다 깊고 넓은 와이드 스크린 디스플레이를 보여주었다. 이 스크린은 하이 그로시 패널을 이용했으며, 각 베젤에 비반사 유리 마감을 사용했다. 안티 글레어 매트 옵션은 15인치 및 17인치에서 더 이상 적용되지 않는다. 트랙패드 역시 더욱 커졌으며, 여러 가지 효과들과 함께 멀티 터치 제스처를 지원한다. 2010년 4월 업데이트 될때, 인테리얼 스크롤링 기능이 추가되었으며, 이 기능을 통해 아이폰과 아이패드에 근접하는 터치 감을 지원하게 되었다. 또한 터치패드의 클릭버튼 역시 하단으로 배치되어 트랙패드 자체가 하나의 버튼으로 작동하게 되었다. 또한 버튼들 역시 백라이트 기능을 유지했으며, 이 키보드는 지금까지 애플 스탠다드 키보드로써 계속 유지되오고 있다.

### 업데이트

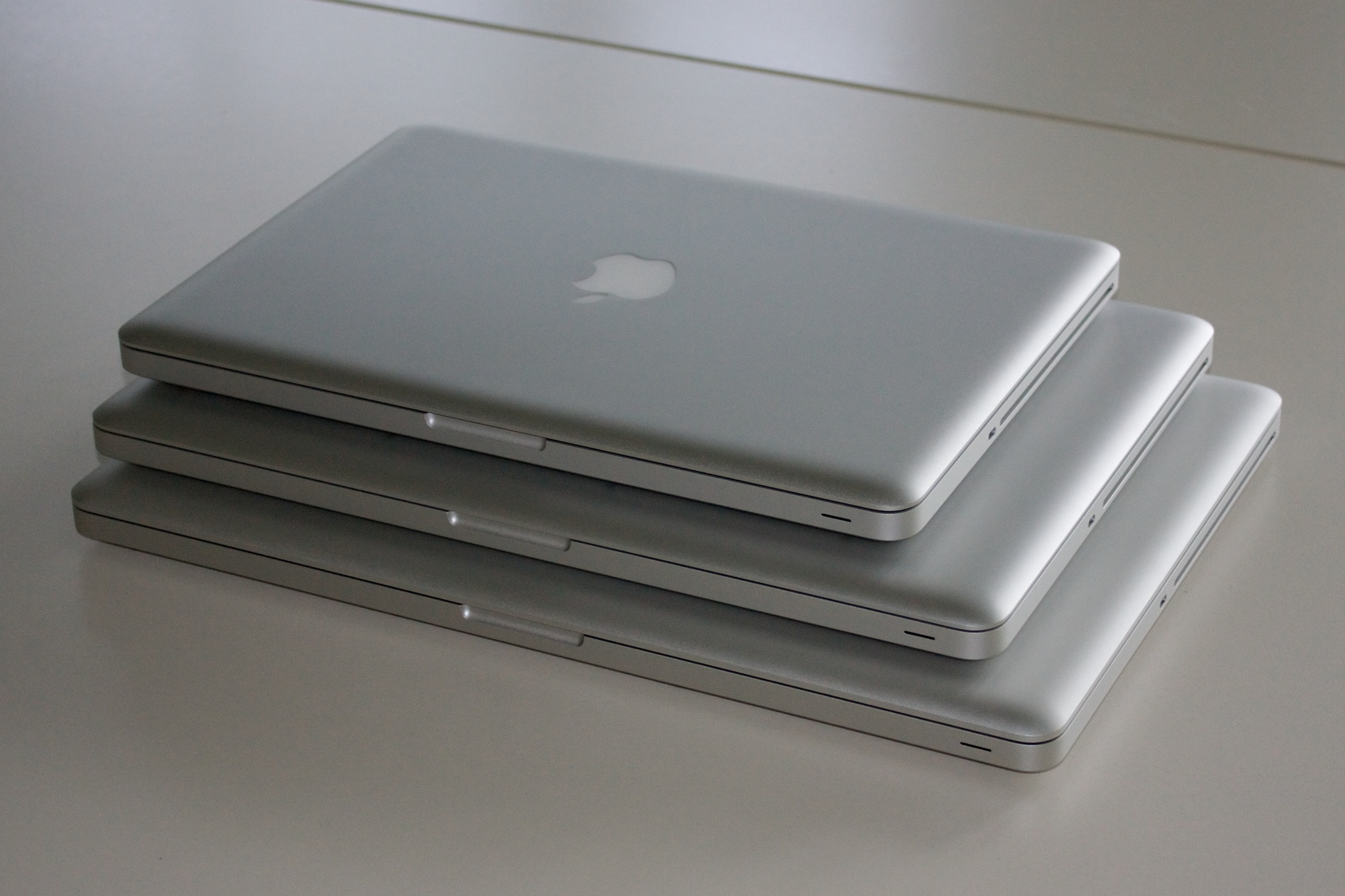
맥북 유니바디 랩탑의 사이즈 비교

첫 유니바디 디자인 맥북 프로 디자인은 2009년 1월 6일 Phil Schiller에 의해 맥월드 엑스포에서 공개되었다. 이때 17인치 맥북 프로 유니바디 케이스를 공개하였으며, 이때 기본적으로 글로시 피니시 스크린과 유저가 제거할 수 없는 리튬 폴리머 내장 베터리를 탑재하였다. 이 내장 베터리는 기존 라운드 셀 베터리를 케이싱에 넣는 일반적인 베터리와 다르게, 리튬 폴리머를 이용해 랩탑 내부에 남는 공간에 채워넣을 수 있는 특별히 디자인된 베터리이며, 이 내장 베터리를 통해 현존하는 다른 베터리들을 좋아하지 않게 될 것이라고 단언했다. 이전의 베터리와 비교했을 때, 17인치 모델의 경우 최대 8시간동안 동작되며, 베터리를 1천여회 충전하고도 80%의 잔량이 남아있게 되었다.
이후 2009년 6월 8일 WWDC에서 13인치 맥북 프로 유니바디 디자인을 공개했다. 이 발표를 통해 기존까지 폴리카보네이트 디자인을 유지하던 13인치 맥북을 유니바디 디자인을 사용함과 동시에 맥북 프로 라인업에 편입시키게 된다. 이 발표에서 또한 맥북 프로 라인업에서 계속 교체 불가능한 폴리머 디자인을 유지할 것임을 공언했다. 해당 발표에서 공개된 13인치 및 15인치 맥북 프로는 7시간의 베터리 수명을 보여주었으며, 반면 17인치 모델은 전과 같은 8시간으로 유지되었다. 13인치의 그래픽 카드는 이전 15인치 모델과 같은 Geforce 9400M을 탑재하였으며, 스크린은 기존 모델에 비해 60%정도 색 영역이 넓어진 새로운 디스플레이를 탑재했다. 모든 2009년 모델들은 파이어와이어 800을 탑재했고, 17인치 모델에만 SD 카드 슬롯이 탑재되었다. 13인치부터 켄싱턴 락 슬롯은 제거되었다. 이후 2009년 8월 애플은 15인치 모델 옵션에 안티 글레어 디스플레이 패널을 추가하였다.
2010년 4월, 맥북은 또 다른 업데이트를 선보였다. 15인치와 17인치 모델의 CPU를 인텔 코어 i5와 인텔 코어 i7]]으로 업데이트 했고, 13인치 모델은 더욱 향상된 코어 2 듀오 CPU로 교체하였다. 충전 어댑터도 다시 설계되었다. 또한 15인치 모델에서 해상도가 향상된 디스플레이를 구매시 선택사항으로 사용할 수 있게 하였다. 13인치 모델은 새로운 Geforve 320M 그래픽카드를 탑재했고, 256MB 그래픽 메모리를 사용하게 되었다. 15인치와 17인치 모델은 Geforve 330M GT를 탑재하였고, 256MB와 512MB 그래픽 메모리를 사용하였다. 15인치와 17인치 모델은 코어 i5 또는 i7에 인텔 GPU를 내장하게 되었다. 또한 15인치 모델의 경우 45g 정도 가벼워졌으며, 3개의 USB 2.0 포트를 갖추게 되었다. 이로써 15인치와 17인치 모델은 같은 타입의 포트를 갖추게 되었다. 모든 모델은 4GB의 메모리를 탑재했고, 8GB까지 업그레이드가 가능해졌다. 베터리 수명은 이전보다 길어져서 13인치 모델이 10시간, 15, 17인치 모델이 8-9시간으로 향상되었다. 리뷰어들에 따른 스트레스 테스트에서, 비디오를 재생시 15인치 모델이 6시간 정도 동작함을 확인하였다.
이 라인이 업데이트되기 전인 2011년 1월 24일, 애플은 자사 규격으 새로운 차세대 데이터 포트인 썬더볼트 기술을 공개하였고, 13인치 모델에 샌디브릿지 I5와 I7을 탑재할 것이며, 쿼드 코어 I7을 15인치 및 17인치에 탑재할 수 있다는 의사를 보여주었다. 이를 통해 비디오 성능이 향상될 것이며, iSight 카메라의 성능또한 좋아질 것이라고 했다. 이때부터 그래픽카드는 인텔 HD3000을 탑재하기 시작했으며, 15인치 및 17인치에 한해서 AMD의 라데온 HD6490M과 HD6750M이 탑재될 것으로 언급되었다.이를 통해 디스플레이 드라이버가 보다 좋은 성능을 낼 수 있을 것이며, 전체적인 프로세싱 타임 역시 짧아질 것이라고 언급했다.
2012년 6월 11일, 애플은 WWDC에서 새로운 iOS7과 OS X 마운틴 라이언을 공개했다. 이와 함께 아이비 브릿지를 탑재하고 USB 3.0을 채용, 램을 8GB까지 끌어올린 새로운 맥북 프로 모델 역시 함께 공개하였다. 이번 발표에서 17인치 모델은 더 이상 생산하지 않을 것이며, 2013년 10월 22일 맥북 프로 2세대 라인업이 끝날 것임을 언급하였다.

### 스펙
|  | 단종      |
|  | 일부 단종 |
|  | 현행      |

| 모델 테이블                                    | 모델 테이블 | 모델 테이블 | 모델 테이블 | 모델 테이블 | 모델 테이블 | 모델 테이블 | 모델 테이블 |                               |                       |
| 구성 요소                                      | 인텔 코어2 듀오 | 인텔 코어2 듀오 | 인텔 코어2 듀오 | 인텔 코어2 듀오, 인텔 코어 i5, 인텔 코어 i7 | 인텔 코어 i5, 인텔 코어 i7 | 인텔 코어 i5, 인텔 코어 i7 | 인텔 코어 i5, 인텔 코어 i7 |                               |                       |
| Model                                          | Late 2008 | Early 2009 | Mid 2009 | Mid 2010 | Early 2011 | Late 2011 | Mid 2012 |                               |                       |
| ---------------------------------------------- | --- | --- | --- | --- | --- | --- | --- | ----------------------------- | --------------------- |
| 출시일                                         | 2008년 10월 14일 | 2009년 1월 6일 (17") March 3, 2009 (15") | 2009년 6월 8일 | 2010년 4월 13일 | 2011년 1월 24일 | 2011년 10월 24일 | 2012년 6월 11일 |                               |                       |
| 모델 명                                        | MB470*/A, MB471*/A | MB470*/A, MC026*/A, MB604*/A | MB990*/A, MB991*/A, MC118*/A, MB985*/A, MB986*/A,, MC226*/A | MC374*/A, MC375*/A, MC371*/A, MC372*/A, MC373*/A, MC024*/A | MC700*/A, MC724*/A, MC721*/A, MC723*/A,, MC725*/A | MD311*/A, MD313*/A, MD314*/A, MD318*/A, MD322*/A | MD101*/A, MD102*/A, MD103*/A, MD104*/A |                               |                       |
| 모델 식별                                      | MacBookPro5,1 (15") | MacBookPro5,1 (15") MacBookPro5,2 (17") | MacBookPro5,1 (15") MacBookPro5,2 (17") MacBookPro5,3 (15") MacBookPro5,4 (15") MacBookPro5,5 (13") | MacBookPro6,1 (17") MacBookPro6,2 (15") MacBookPro7,1 (13") | MacBookPro8,1 (13") MacBookPro8,2 (15") MacBookPro8,3 (17") | MacBookPro8,1 (13") MacBookPro8,2 (15") MacBookPro8,3 (17") | MacBookPro9,1 (15") MacBookPro9,2 (13") |                               |                       |
| LED 백라이트 와이드 스크린 글로시 페널 (16:10) | 빈칸 | 빈칸 | 13.3", 1,280 × 800 | 13.3", 1,280 × 800 | 13.3", 1,280 × 800 | 13.3", 1,280 × 800 | 13.3", 1,280 × 800 |                               |                       |
| LED 백라이트 와이드 스크린 글로시 페널 (16:10) | 15.4", 1,440 × 900 | 15.4", 1,440 × 900 | 15.4", 1,440 × 900 추가 선택 매트 스크린 | 15.4", 1,440 × 900 추가 선택 1,680 × 1,050 (글로시 및 매트) | 15.4", 1,440 × 900 추가 선택 1,680 × 1,050 (글로시 및 매트) | 15.4", 1,440 × 900 추가 선택 1,680 × 1,050 (글로시 및 매트) | 15.4", 1,440 × 900 추가 선택 1,680 × 1,050 (글로시 및 매트) |                               |                       |
| LED 백라이트 와이드 스크린 글로시 페널 (16:10) | 빈칸 | 17", 1,920 × 1,200 추가 선택 매트 스크린 | 17", 1,920 × 1,200 추가 선택 매트 스크린 | 17", 1,920 × 1,200 추가 선택 매트 스크린 | 17", 1,920 × 1,200 추가 선택 매트 스크린 | 17", 1,920 × 1,200 추가 선택 매트 스크린 | 빈칸 |                               |                       |
| 비디오 카메라                                  | iSight (480p) | iSight (480p) | iSight (480p) | iSight (480p) | FaceTime HD (720p) | FaceTime HD (720p) | FaceTime HD (720p) |                               |                       |
| CPU                                            | 빈칸 | 빈칸 | 2.26 GHz (P8400), 2.53 GHz (P8700) 인텔 코어2 듀오 펜린 2MB 온보드 캐시 메모리 | 2.4 GHz (P8600), 2.66 GHz (P8800) 인텔 코어2 듀오 펜린 3MB 온보드 캐시 메모리 | 2.3 GHz (2410M) 인텔 코어 i5 샌디 브릿지 3MB 온보드 캐시 메모리 및 2.7 GHz (2620M) 인텔 코어 i7 샌디브릿지 4MB 온보드 캐시 메모리                                                            | 2.4 GHz (2435M) 인텔 코어 i5 샌디 브릿지 3MB 온보드 캐시 메모리 및 2.8 GHz (2640M) 인텔 코어 i7 샌디브릿지 4MB 온보드 캐시 메모리                                                           | 2.5 GHz (3210M) 인텔 코어 i5 아이비 브릿지 3MB 온보드 캐시 메모리 및 2.9 GHz (3520M) 인텔 코어 i7 아이비 브릿지 4MB 온보드 캐시 메모리                                         |                               |                       |
| CPU                                            | 2.4 GHz (P8600) 3MB 온보드 캐시 메모리 2.53 GHz (T9400) 인텔 코어2 듀오 펜린 6MB 온보드 캐시 메모리 추가 선택 2.8 GHz (T9600) 6MB 온보드 캐시 메모리 | 2.4 GHz (P8600) (15") 텔 코어2 듀오 펜린 3MB 온보드 캐시 메모리 2.66 GHz (T9550) (15" 및 17") 인텔 코어2 듀오 펜린 6MB 온보드 캐시 메모리 추가 선택 2.93 GHz (T9800) 6MB 온보드 캐시 메모리(15" and 17" only) | 2.53 GHz (P8700) 및 2.66 GHz (P8800) (15") 3MB 온보드 캐시 메모리 및 2.8 GHz (T9600) (15" 및 17")인텔 코어2 듀오 펜린 6MB 온보드 캐시 메모리 추가 선택 3.06 GHz (T9900) 6MB 온보드 캐시 메모리 (15" 및 17") | 2.4 GHz (520M) (15") 및 2.53 GHz (540M) (15" 및 17") 3MB 온보드 캐시 메모리2.66 GHz (620M) (15" 및 17") 인텔 코어 i7 애런데일 4MB 온보드 캐시 메모리 추가 선택 2.8 GHz (640M) 4MB 온보드 캐시 메모리(15" 및 17" ) | 2.0 GHz 쿼드 코어 (2635QM) (15") 및 2.2 GHz 쿼드 코어 (2720QM) (15" 및 17") 인텔 코어 i7 아이비 브릿지 6MB 온보드 캐시 메모리 추가 선택 2.3 GHz (2820QM) 8MB 온보드 캐시 메모리 (15" 및 17") | 2.2 GHz 쿼드 코어 (2675QM) (15") 및 2.4 GHz 쿼드 코어 (2760QM) (15" 및 17") 인텔 코어 i7 아이비 브릿지 6MB 온보드 캐시 메모리 추가 선택 2.5 GHz (2860QM) 8MB 온보드 캐시 메모리(15" 및 17") | 2.3 GHz 쿼드 코어 (3615QM) (15") 및 2.6 GHz 쿼드 코어 (3720QM) (15") 인텔 코어 i7 아이비 브릿지 6MB 온보드 캐시 메모리 추가 선택 2.7 GHz (3820QM) 8MB 온보드 캐시 메모리 (15") |                               |                       |
| 시스템 버스                                    | 빈칸 | 빈칸 | 1,066 MHz 프론트 사이드 버스 (13") | 1,066 MHz 프론트 사이드 버스 (13") | 인텔 다이렉트 미디어 인터페이스 5 GT/s | 인텔 다이렉트 미디어 인터페이스 5 GT/s | 인텔 다이렉트 미디어 인터페이스 5 GT/s |                               |                       |
| 시스템 버스                                    | 1,066 MHz 프론트 사이드 버스 (15" 및 17") | 1,066 MHz 프론트 사이드 버스 (15" 및 17") | 1,066 MHz 프론트 사이드 버스 (15" 및 17") | 인텔 다이렉트 미디어 인터페이스 2.5 GT/s (15" 및 17") | 인텔 다이렉트 미디어 인터페이스 5 GT/s | 인텔 다이렉트 미디어 인터페이스 5 GT/s | 인텔 다이렉트 미디어 인터페이스 5 GT/s |                               |                       |
| 램 (두개 슬)                                   | 2 GB (1 GB X2), 4 GB (2 GB X2) 최대 4 GB로 확장 가능, 마지막 EFI 업데이트시 8GB까지 인식                                                             | 4 GB (2 GB X2) 최대 8 GB로 확장 가능. 2.66 GHz 및 2.93 GHz 모델은 8GB까지 확장 가능 | 2 GB (1 GB X2), 4 GB (2 GB X2) 최대 8 GB로 확장 가능 | 4 GB (2 GB X2) 최대 8 GB로 확장 가능 13"에서 16 GB까지 가능 | 4 GB (2 GB X2) 최대 16 GB로 확장 가능 | 4 GB (2 GB X2) 최대 16 GB로 확장 가능 | 4 GB (2 GB X2), 8 GB (4 GB X2) 최대 16 GB로 확장 가능 |                               |                       |
| 램 (두개 슬)                                   | 1066 MHz PC3-8500 DDR3 SDRAM | 1066 MHz PC3-8500 DDR3 SDRAM | 1066 MHz PC3-8500 DDR3 SDRAM | 1066 MHz PC3-8500 DDR3 SDRAM | 1333 MHz PC3-10600 DDR3 SDRAM 최대 16 GB로 확장 가능 1600 MHz PC3-12800 DDR3 SDRAM (다만 i7 27xxQM 및 28xxQM 프로세서를 사용하는 모델에 한함)                                                | 1333 MHz PC3-10600 DDR3 SDRAM 최대 16 GB로 확장 가능 1600 MHz PC3-12800 DDR3 SDRAM (다만 i7 27xxQM 및 28xxQM 프로세서를 사용하는 모델에 한함)                                               | 1600 MHz PC3-12800 DDR3 SDRAM | 1600 MHz PC3-12800 DDR3 SDRAM |                       |
| 그래픽 카드                                    | 빈칸 | 빈칸 | 엔디비아 Geforce 9400M 256 MB, DDR3 SDRAM 메인 메모리 공유(13", 15") | 엔디비아 Geforce 320M 256 MB, DDR3 SDRAM 메인 메모리 공유 (13") | 인텔 HD 3000 메인 8GB 메모리 공유 DDR3 SDRAM 메모리 공유(13") | 인텔 HD 3000 메인 8GB 메모리 공유 DDR3 SDRAM 메모리 공유(13") | Intel HD 4000 DDR3 SDRAM 메인 메모리 공유 (13" models only) |                               |                       |
| 그래픽 카드                                    | 엔디비아 Geforce 9400M 256 MB, DDR3 SDRAM 메인 메모리 공유 및 엔디비아 Geforce 9600M GT 256 MB, 512MB DDR3 SDRAM 메인 메모리 공유                    | 엔디비아 Geforce 9400M 256 MB, DDR3 SDRAM 메인 메모리 공유 및 엔디비아 Geforce 9600M GT 256 MB, 512MB DDR3 SDRAM 메인 메모리 공유                                                                             | 엔디비아 Geforce 9400M 256 MB, DDR3 SDRAM 메인 메모리 공유 및 엔디비아 Geforce 9600M GT 256 MB, 512MB DDR3 SDRAM 메인 메모리 공유 (일부 15" , 17")                                                          | 인텔 HD 그래픽스 256MB DDR3 SDRAM 메인 메모리 공유 및 엔디비아 Geforce 320M 256 MB, 512MB DDR3 SDRAM 메인 메모리 공유 (15" 및 17") '                                                                              | 인텔 HD 3000 메인 8GB 메모리 공유 (15" 및 17") 및 AMD 라데온 HD 6490AMD Radeon HD 6490M 256MB GDDR5 메모리 (15") 및 AMD 라데온 HD 6750AMD 1GB GDDR5 메모리 (15" 및 17")                      | 인텔 HD 3000 메인 8GB 메모리 공유 (15" 및 17") 및 AMD 라데온 HD 6750AMD 512MB GDDR5 메모리 (15") 및 AMD 라데온 HD 6770AMD 512MB GDDR5 메모리 (15" 및 17")                                   | Intel HD 4000 DDR3 SDRAM 메인 메모리 공유'및 엔디비아 Geforce 650M GT 512MB GDDR5 메모리(15") 및 추가 선택 1 GB GDDR5 메모리                                                   |                               |                       |
| 스토리지                                       | 250 GB 및 320 GB 시리얼 ATA 5,400-rpm 추가 선택 250 GB 및 320 GB 7,200-rpm, 128 GB SSD                                                               | 250 GB 및 320 GB 시리얼 ATA 5,400-rpm 추가 선택 250 GB 및 320 GB 7,200-rpm, 128 GB 및 256 GB SSD | 160 GB, 250 GB, 320 GB, 및 500 GB 시리얼 ATA 5,400-rpm 추가 선택 320 GB 및 500 GB 5,400-rpm 및 7,200-rpm (15" 17"), 128 GB 및 256 GB SSD                                                                    | 250 GB, 320 GB, 및 500 GB 시리얼 ATA 5,400-rpm. 추가 선택 320 GB 및 500 GB 5,400-rpm 및 7,200-rpm 및 128 GB, 256 GB, 및 512 GB SSD.                                                                               | 320 GB (13"), 500 GB 및 750 GB 시리얼 ATAt 5,400-rpm. 추가 선택 500 GB 및 750 GB 5,400-rpm 및 500 GB 7,200-rpm (15" 17"), 및 128 GB, 256 GB, 및 512 GB SSD                                   | 500 GB 및 750 GB 시리얼 ATA 5,400-rpm (13" 15") 및 17" 750 GB 시리얼 ATA 5,400-rpm (15" 17" ) 추가 선택 750 GB 5,400-rpm 및 7,200-rpm (15" 17"), 및 128 GB, 256 GB, 및 512 GB SSD           | 500 GB 및 750 GB 시리얼 ATA 5,400-rpm 추가선택 750 GB 5,400-rpm 및 7,200-rpm 및 1 TB 5,400-rpm 및 128 GB, 256 GB, 512 GB 및 1 TB SSD                                           |                               |                       |
| 스토리지                                       | SATA 3 Gbit/s | SATA 3 Gbit/s | SATA 3 Gbit/s | SATA 3 Gbit/s | SATA 6 Gbit/s | SATA 6 Gbit/s | SATA 6 Gbit/s |                               |                       |
| 광학 디스크 드라이브                           | 슈퍼 드라이브: 4× DVD±R DL 쓰기, 8× DVD+/-R 읽기/쓰기, 8× DVD+RW 쓰기, 6× DVD-RW 쓰기, 24× CD-R, 및 16× CD-RW 기록                                   | 슈퍼 드라이브: 4× DVD±R DL 쓰기, 8× DVD+/-R 읽기/쓰기, 8× DVD+RW 쓰기, 6× DVD-RW 쓰기, 24× CD-R, 및 16× CD-RW 기록                                                                                            | 슈퍼 드라이브: 4× DVD±R DL 쓰기, 8× DVD+/-R 읽기/쓰기, 8× DVD+RW 쓰기, 6× DVD-RW 쓰기, 24× CD-R, 및 16× CD-RW 기록                                                                                          | 슈퍼 드라이브: 4× DVD±R DL 쓰기, 8× DVD+/-R 읽기/쓰기, 8× DVD+RW 쓰기, 6× DVD-RW 쓰기, 24× CD-R, 및 16× CD-RW 기록                                                                                                | 슈퍼 드라이브: 4× DVD±R DL 쓰기, 8× DVD+/-R 읽기/쓰기, 8× DVD+RW 쓰기, 6× DVD-RW 쓰기, 24× CD-R, 및 16× CD-RW 기록                                                                           | 슈퍼 드라이브: 4× DVD±R DL 쓰기, 8× DVD+/-R 읽기/쓰기, 8× DVD+RW 쓰기, 6× DVD-RW 쓰기, 24× CD-R, 및 16× CD-RW 기록                                                                          | 슈퍼 드라이브: 4× DVD±R DL 쓰기, 8× DVD+/-R 읽기/쓰기, 8× DVD+RW 쓰기, 6× DVD-RW 쓰기, 24× CD-R, 및 16× CD-RW 기록                                                             |                               |                       |
| 에어포트 카드                                  | 내장형 802.11a/b/g/draft-n(BCM4322 2 × 2 칩셋) | 내장형 802.11a/b/g/draft-n(BCM4322 2 × 2 칩셋) | 내장형 802.11a/b/g/draft-n(BCM4322 2 × 2 칩셋) | 내장형 802.11a/b/g/draft-n(BCM4322 2 × 2 칩셋) | 내장형 802.11a/b/g/n (BCM4331 3 × 3 칩셋) | 내장형 802.11a/b/g/n (BCM4331 3 × 3 칩셋) | 내장형 802.11a/b/g/n (BCM4331 3 × 3 칩셋) |                               |                       |
| 외장 연결 지원                                 | ExpressCard/34 | ExpressCard/34 | SDXC 카드 슬롯(13" 및 15") ExpressCard/34 (17") | SDXC 카드 슬롯(13" 및 15") ExpressCard/34 (17") | SDXC 카드 슬롯(13" 및 15") ExpressCard/34 (17") | SDXC 카드 슬롯(13" 및 15") ExpressCard/34 (17") | SDXC 카드 슬롯 |                               |                       |
| 외장 연결 지원                                 | 2x USB 2.0 | 2x USB 2.0 (15"), 3x USB 2.0 (17") | 2x USB 2.0 (13" 15") 3x USB 2.0 (17") | 2x USB 2.0 (13" 15") 3x USB 2.0 (17") | 2x USB 2.0 (13" 15") 3x USB 2.0 (17") | 2x USB 2.0 (13" 15") 3x USB 2.0 (17") | 2x USB 3.0 |                               |                       |
| 외장 연결 지원                                 | 미니 디스플레이 (음성 미지원) | 미니 디스플레이 (음성 미지원) | 미니 디스플레이 (음성 미지원) | 미니 디스플레이 (음성 지원) | 썬더볼트 디스플레이 | 썬더볼트 디스플레이 | 썬더볼트 디스플레이 |                               |                       |
| 외장 연결 지원                                 | 기가비트 이더넷, Firewire 800, Audio line in/out | | | | | | |                               |                       |
| 베터리                                         | 빈칸 | 빈칸 | 58 Wh (13") | 63.5 Wh (13") | 63.5 Wh (13") | 63.5 Wh (13") | 63.5 Wh (13") |                               |                       |
| 베터리                                         | 50 Wh(15") | 50 Wh(15") | 73 Wh (15") | 77.5 Wh (15") | 77.5 Wh (15") | 77.5 Wh (15") | 77.5 Wh (15") |                               |                       |
| 베터리                                         | 빈칸 | 95 Wh (17") | 95 Wh (17") | 95 Wh (17") | 95 Wh (17") | 95 Wh (17") | 빈칸 |                               |                       |
| 무게                                           | 빈칸 | 빈칸 | 4.50 lb (2.04 kg) (13") | 4.50 lb (2.04 kg) (13") | 4.50 lb (2.04 kg) (13") | 4.50 lb (2.04 kg) (13") | 4.50 lb (2.04 kg) (13") |                               |                       |
| 무게                                           | 5.5 lb (2.5 kg) (15") | 5.5 lb (2.5 kg) (15") | 5.5 lb (2.5 kg) (15") | 5.6 lb (2.5 kg) (15") | 5.6 lb (2.5 kg) (15") | 5.6 lb (2.5 kg) (15") | 5.6 lb (2.5 kg) (15") | 5.6 lb (2.5 kg) (15")         | 5.6 lb (2.5 kg) (15") |
| 무게                                           | 빈칸 | 6.6 lb (3.0 kg) (17") | 6.6 lb (3.0 kg) (17") | 6.6 lb (3.0 kg) (17") | 6.6 lb (3.0 kg) (17") | 6.6 lb (3.0 kg) (17") | 빈칸 |                               |                       |
| 사이즈                                         | 빈칸 | 빈칸 | 12.78 in (32.5 cm) wide × 8.94 in (22.7 cm) deep × 0.95 in (2.4 cm) high (13") | 12.78 in (32.5 cm) wide × 8.94 in (22.7 cm) deep × 0.95 in (2.4 cm) high (13") | 12.78 in (32.5 cm) wide × 8.94 in (22.7 cm) deep × 0.95 in (2.4 cm) high (13") | 12.78 in (32.5 cm) wide × 8.94 in (22.7 cm) deep × 0.95 in (2.4 cm) high (13") | 12.78 in (32.5 cm) wide × 8.94 in (22.7 cm) deep × 0.95 in (2.4 cm) high (13")                                                                                                 |                               |                       |
| 사이즈                                         | 14.35 in (36.4 cm) wide × 9.82 in (24.9 cm) deep × 0.95 in (2.4 cm) high (15")                                                                       | | | | | | |                               |                       |
| 사이즈                                         | 빈칸 | 15.47 in (39.3 cm) wide × 10.51 in (26.7 cm) deep × 0.98 in (2.5 cm) high (17") | 15.47 in (39.3 cm) wide × 10.51 in (26.7 cm) deep × 0.98 in (2.5 cm) high (17") | 15.47 in (39.3 cm) wide × 10.51 in (26.7 cm) deep × 0.98 in (2.5 cm) high (17") | 15.47 in (39.3 cm) wide × 10.51 in (26.7 cm) deep × 0.98 in (2.5 cm) high (17") | 15.47 in (39.3 cm) wide × 10.51 in (26.7 cm) deep × 0.98 in (2.5 cm) high (17") | 빈칸 |                               |                       |

## 3세대 맥북 프로 (레티나)
2012년 6월 11일, WWDC에서 세번째 세대의 맥북 프로가 공개되었다. 이전 세대와 같은 날 발표된 이 모델은 기존 세대의 맥북보다 더욱 얇고 가벼우며 레티나 디스플레이를 탑재했다는 차이점이 있다. 새로운 모델은 3세대 아이비 브릿지 인텔 코어 i7을 탑재했으며 USB 3.0을 내장하고, 초 고해상도의 IPS 2880X1800의 레티나 디스플레이를 탑재했다. 또 다른 새로운 점으로는 두개의 썬더볼트 인터페이스, HDMI 포트, 보다 얇아진 맥세이프 포트 등이 있다.
2012년 10월 23일, 애플은 자사의 키 노트에서 새로운 버전의 맥북 프로를 출시하였다. 이것은 기존 15인치와 비슷한 성능을 가지는 13인치이며, 보다 얇으면서도 저전력 고성능 코어를 탑재하고 13인치 2560X1600화소 픽셀의 레티나 디스플레이를 탑재한 모델이다.
이 새로운 모델들은 이더넷 포트와 파이어와이어 800포트를 삭제했으며, 이 위치에 애플의 차세대 전송장치인 썬더볼트 디스플레이로 교체되었다. 또한 애플의 첫 전문가용 노트북인 파워북 2400C 이후로 계속 탑재해오던 슈퍼드라이브가 처음으로 삭제되었다. 하드 디스크 드라이브 대신에 전 모델에 솔리드 스테이트 드라이브를 사용했으며, 보다 향사된 스피커와 마이크, 그리고 향상된 팬 시스템을 탑재하였다.
레티나 모델은 기존 맥북에서 가능하던 유저 업그레이드가 불가능해졌다. 이전 모델의 경우 메모리 및 로직 보드를 유저가 원하면 업그레이드 할 수 있었지만, 해당 모델부터는 구매할때부터 업그레이드가 되어있는 모델을 구매해야만 한다. 다만 솔리스 스테이트 드라이브는 납땜이 되어있지 않아 유저가 원하면 더 큰 용량으로 업데이트 할 수 있다. 베터리의 경우도 접착제로 부착되어 있어 베터리를 제거하기 위해서는 베터리나 트랙패드가 손상을 입을 수 있다. 또한 모든 나사에 별모양 스크류를 채용해 일반적인 공구로 임의 분해할 수 없다. 베터리를 접착제로 접착한 이유는 제조사에서 친환경 재활용이 가능한 제품 생산, 그리고 부품의 재활용을 방지하기 위해서로 보인다. 또한 켄싱턴 락을 제거했기 때문에, 물리적인 보안에서 불리한 점이 있다.
2013년 1월 13일, 애플은 새로운 프로세서를 탑재한 신형 맥북 프로 레티나를 공개했다. 13인치 엔트리 맥북 프로는 128GB SSD, 업그레이드가 가능한 256GB SSD를 갖추었고, 2.6 GHz 프로세서를 탑재했다. 15인치 모델은 2.4 GHz 프로세서를 탑재했다. 15인치의 최고급 모델의 경우 2.7 GHz 쿼드 코어 프로세서와 16GB 램을 채용했다.
2013년 10월 22일, 애플은 인텔의 신형 프로세서인 해스웰과 Iris 그래픽 카드, 차세대 802.11ac 와이파이, 썬더볼트 II, PCI-E SSD 카드로 업데이트된 맥북을 선보였다. 이때 공개된 로우엔드 15인치 모델의 경우 가장 상위에 위치한 모델과 비교했을 때 그래픽 카드의 차이를 보일 뿐이다. 또한 4K 해상도를 지원하는 HDMI 아웃풋 인터페이스를 갖췄으며, 최대 외장 디스플레이가 2개에서 3개를 지원하도록 변경되었다. 2014년 7월 29일, 애플은 신형 해스웰 리프레시를 탑재한 맥북 프로를 공개했다.

### 디자인
레티나 디스플레이 맥북 프로는 이전 세대보다 더 진보된 디자인을 갖추었으며, 각각 독립된 알루미늄 인클로저 키보드를 탑재했다. 가장 눈에 띄는 점은 바디 디자인 섀시가 더욱 얇게 변경되었고, 베젤과 힌지 역시 새로 디자인해 더욱 얇아졌다. 파워버튼 역시 키보드의 오른쪽 상단으로 새롭게 배치되었다. At 0.71 인치 (18 mm) 15인치 모델의 경우 이전 맥북 프로에 비해 25%가량 얇아진 것이다. 다만 이전 맥북과 비교했을 때의 단점은 스크린의 베젤이 얇아져 팜레스트 부위에 장애물이 있을 경우 닫는 과정에서 액정이 파손될 수 있다.

### 스펙
|  | 단종 |  | 현행 |

| 모델 테이블                                                                    | 모델 테이블 | 모델 테이블 | 모델 테이블 | 모델 테이블 | 모델 테이블 |                    |
| 구성 요소                                                                      | 인텔 코어 i5, 인텔 코어 i7 | 인텔 코어 i5, 인텔 코어 i7 | 인텔 코어 i5, 인텔 코어 i7 | 인텔 코어 i5, 인텔 코어 i7 | 인텔 코어 i5, 인텔 코어 i7 |                    |
| Model                                                                          | Mid 2012 | Late 2012 | Early 2013 | Late 2013 | Mid 2014 |                    |
| ------------------------------------------------------------------------------ | --- | --- | --- | --- | --- | ------------------ |
| 출시일                                                                         | 2012년 6월 11일 | 2012년 10월 23일 | 2013년 1월 13일 | 2013년 10월 22일 | 2014년 7월 29일 |                    |
| 모델 명                                                                        | MC975*/A, MC976*/A | MC975*/A, MC976*/A, MD212*/A, MD213*/A | ME664*/A, ME665*/A, ME698*/A, ME662*/A, ME663*/A, ME697*/A | ME864*/A, ME865*/A, ME866*/A, ME293*/A, ME294*/A | MGX72*/A, MGX82*/A, MGX92*/A, MGXA2*/A, MGXC2*/A |                    |
| 모델 식별                                                                      | MacBookPro10,1 (15") | MacBookPro10,1 (15") MacBookPro10,2 (13") | MacBookPro10,1 (15") MacBookPro10,2 (13") | MacBookPro11,1 (13") MacBookPro11,2 (15") MacBookPro11,3 (15") | MacBookPro11,1 (13") MacBookPro11,2 (15") MacBookPro11,3 (15") |                    |
| LED 백라이트 와이드 스크린 글로시 패널, 레티나 디스플레이                      | 빈칸 | 13.3", 2,560 × 1,600 (16:10) | 13.3", 2,560 × 1,600 (16:10) | 13.3", 2,560 × 1,600 (16:10) | 13.3", 2,560 × 1,600 (16:10) |                    |
| LED 백라이트 와이드 스크린 글로시 패널, 레티나 디스플레이                      | 15.4", 2,880 × 1,800 (16:10) | | | | |                    |
| 비디오 카메라                                                                  | FaceTime HD (720p) | FaceTime HD (720p) | FaceTime HD (720p) | FaceTime HD (720p) | FaceTime HD (720p) | FaceTime HD (720p) |
| CPU                                                                            | 빈칸 | 2.5 GHz (i5-3210M) 듀얼 코어 인텔 코어 i5 아이비 브릿지 3MB 온보드 캐시 메모리 추가 선택 2.9 GHz (i7-3520M) 듀얼 코어 인텔 코어 i7 아이비 브릿지 4MB 온보드 캐시 메모리                   | 2.6 GHz (i5-3230M) 듀얼 코어 인텔 코어 i5 아이비 브릿지 3MB 온보드 캐시 메모리 추가 선택 3.0 GHz (i7-3540M) 듀얼 코어 인텔 코어 i7 아이비 브릿지 4MB 온보드 캐시 메모리                   | 2.4 GHz (i5-4258U) 듀얼 코어 인텔 코어 i5 해스웰 3MB 온보드 캐시 메모리 추가 선택 2.6 GHz (i5-4288U) 듀얼 코어 인텔 코어 i5 아이비 브릿지 4MB 온보드 캐시 메모리 추가 선택2.8 GHz (i7-4558U) 듀얼 코어 인텔 코어 i7 아이비 브릿지 4MB 온보드 캐시 메모리 | 2.6 GHz (i5-4278U) 듀얼 코어 인텔 i5 해스웰 3MB 온보드 캐시 메모리 추가 선택 2.8 GHz (i5-4308U) 듀얼 코어 인텔 코어 i7 아이비 브릿지 4MB 온보드 캐시 메모리 추가 선택3.0 GHz (i7-4578U) 듀얼 코어 인텔 i7 해스웰 4MB 온보드 캐시 메모리 |                    |
| CPU                                                                            | 2.3 GHz (i7-3615QM) 쿼드 코어 인텔 코어 i7 아이비 브릿지 6BM 온보드 캐시 메모리 추가 선택 2.6 GHz (i7-3720QM) 6MB 온보드 캐시 메모리 추가 선택 2.7 GHz (i7-3820QM) 8MB 온보드 캐시 메모리 | 2.3 GHz (i7-3615QM) 쿼드 코어 인텔 코어 i7 아이비 브릿지 6BM 온보드 캐시 메모리 추가 선택 2.6 GHz (i7-3720QM) 6MB 온보드 캐시 메모리 추가 선택 2.7 GHz (i7-3820QM) 8MB 온보드 캐시 메모리 | 2.4 GHz (i7-3630QM) 쿼드 코어 인텔 코어 i7 아이비 브릿지 6MB 온보드 캐시 메모리 추가 선택 2.7 GHz (i7-3740QM) 6MB 온보드 캐시 메모리 추가 선택 2.8 GHz (i7-3840QM) 8MB 온보드 캐시 메모리 | 2.0 GHz (i7-4750HQ) 쿼드 코어 인텔 코어 i7 해스웰 6MB 온보드 캐시 메모리 추가 선택 2.3 GHz (i7-4850HQ)6MB 온보드 캐시 메모리 추가 선택 2.6 GHz (i7-4960HQ) 6MB 온보드 캐시 메모리                                                                        | 2.2 GHz (i7-4770HQ) 쿼드 코어 인텔 코어 i7 해스웰 6MB 온보드 캐시 메모리 추가 선택 2.5 GHz (i7-4870HQ)6MB 온보드 캐시 메모리 추가 선택 2.8 GHz (i7-4980HQ) 6MB 온보드 캐시 메모리                                                       |                    |
| 시스템 버스                                                                    | 인텔 미디어 인터페이스 5 GT/s | 인텔 미디어 인터페이스 5 GT/s | 인텔 미디어 인터페이스 5 GT/s | 인텔 미디어 인터페이스 5 GT/s | 인텔 미디어 인터페이스 5 GT/s |                    |
| 램                                                                             | 빈칸 | 8 GB 빌트인 온 보드 메모리 (업그레이드 불가능) | 8 GB 빌트인 온 보드 메모리 (업그레이드 불가능) | 4 GB 빌트인 온 보드 메모리 (업그레이드 불가능)(13", 128 GB) 추가 선택 8 GB 및 16 GB RAM | 8 GB 빌트인 온 보드 메모리 (업그레이드 불가능) (13") 추가 선택 16 GB RAM |                    |
| 램                                                                             | 빈칸 | 8 GB 빌트인 온 보드 메모리 (업그레이드 불가능) | 8 GB 빌트인 온 보드 메모리 (업그레이드 불가능) | 8 GB 빌트인 온 보드 메모리 (업그레이드 불가능) (13", 256 GB and 512 GB) 추가 선택 16 GB RAM | 8 GB 빌트인 온 보드 메모리 (업그레이드 불가능) (13") 추가 선택 16 GB RAM |                    |
| 램                                                                             | 8 GB 빌트인 온 보드 메모리 (업그레이드 불가능) (15") 추가 선택 16 GB RAM | 8 GB 빌트인 온 보드 메모리 (업그레이드 불가능) (15") 추가 선택 16 GB RAM | 8 GB 빌트인 온 보드 메모리 (업그레이드 불가능) (15", 2.4 GHz) '추가 선택 16 GB RAM | 8 GB 빌트인 온 보드 메모리 (업그레이드 불가능) (15", 2.0 GHz) 추가 선택 16 GB RAM | 16 GB 빌트인 온 보드 메모리 (15") |                    |
| 램                                                                             | 8 GB 빌트인 온 보드 메모리 (업그레이드 불가능) (15") 추가 선택 16 GB RAM | 8 GB 빌트인 온 보드 메모리 (업그레이드 불가능) (15") 추가 선택 16 GB RAM | 16 GB 빌트인 온 보드 메모리 (15", 2.7 GHz) | 16 GB 빌트인 온 보드 메모리 (15", 2.3 GHz) | 16 GB 빌트인 온 보드 메모리 (15") |                    |
| 램                                                                             | 1600 MHz PC3-12800 DDR3L SDRAM | | | | |                    |
| 그래픽 카드                                                                    | 빈칸 | 인텔 HD 4000 메인 DDR3L SDRAM 메모리 공유 (13") | 인텔 HD 4000 메인 DDR3L SDRAM 메모리 공유 (13") | 인텔 Iris 5100 메인 DDR3L SDRAM 메모리 공유 (13") | 인텔 Iris 5100 메인 DDR3L SDRAM 메모리 공유 (13") |                    |
| 그래픽 카드                                                                    | I인텔 HD 4000 메인 DDR3L SDRAM 메모리 공유 및 엔디비아 Geforce GT 650M 1GB GDDR5 메모리(15")                                                                                              | I인텔 HD 4000 메인 DDR3L SDRAM 메모리 공유 및 엔디비아 Geforce GT 650M 1GB GDDR5 메모리(15")                                                                                              | I인텔 HD 4000 메인 DDR3L SDRAM 메모리 공유 및 엔디비아 Geforce GT 650M 1GB GDDR5 메모리(15")                                                                                              | 인텔 Iris 5200 메인 DDR3L SDRAM 메모리 공유(15", 2.0 & 2.2 GHz) | 인텔 Iris 5200 메인 DDR3L SDRAM 메모리 공유(15", 2.0 & 2.2 GHz) |                    |
| 그래픽 카드                                                                    | I인텔 HD 4000 메인 DDR3L SDRAM 메모리 공유 및 엔디비아 Geforce GT 650M 1GB GDDR5 메모리(15")                                                                                              | I인텔 HD 4000 메인 DDR3L SDRAM 메모리 공유 및 엔디비아 Geforce GT 650M 1GB GDDR5 메모리(15")                                                                                              | I인텔 HD 4000 메인 DDR3L SDRAM 메모리 공유 및 엔디비아 Geforce GT 650M 1GB GDDR5 메모리(15")                                                                                              | 인텔 Iris 5200 메인 DDR3L SDRAM 메모리 공유 및 엔디비아 Geforce GT 750M 2GB GDDR5 메모리 (15", 2.3 & 2.5 GHz) | |                    |
| 스토리지                                                                       | 빈칸 | 128 GB, 256 GB, 512 GB, 및 768 GB SSD (13") | 128 GB, 256 GB, 512 GB, 및 768 GB SSD (13", 2.5 GHz) | 128 GB 및 256 GB (13", 2.4 GHz) | 128 GB 및 256 GB (13", 2.6 GHz) |                    |
| 스토리지                                                                       | 빈칸 | 128 GB, 256 GB, 512 GB, 및 768 GB SSD (13") | 256 GB, 512 GB, 및 768 GB SSD (13", 2.6 GHz) | 512 GB 및 1 TB SSD (13", 2.6 GHz) | 512 GB 및 1 TB SSD (13", 2.8 GHz) |                    |
| 스토리지                                                                       | 256 GB, 512 GB, 및 768 GB SSD (15", 2.3 GHz) | 256 GB, 512 GB, 및 768 GB SSD (15", 2.3 GHz) | 256 GB, 512 GB, 및 768 GB SSD (15", 2.4 GHz) | 256 GB, 512 GB, 및 1 TB SSD (15", 2.0 GHz) | 256 GB, 512 GB, 및 1 TB SSD (15", 2.2 GHz) |                    |
| 스토리지                                                                       | 512 GB 및 768 GB SSD (15", 2.6 GHz) | 512 GB 및 768 GB SSD (15", 2.6 GHz) | 512 GB 및 768 GB SSD (15", 2.7 GHz) | 512 GB 및 1 TB SSD (15", 2.3 GHz) | 512 GB 및 1 TB SSD (15", 2.5 GHz) |                    |
| 스토리지                                                                       | Mini-SATA 6 Gbit/s | Mini-SATA 6 Gbit/s | Mini-SATA 6 Gbit/s | PCIe 2.0 x2 5.0 GT/s | PCIe 2.0 x2 5.0 GT/s |                    |
| 에어포트 카드                                                                  | 내장형 802.11a/b/g/n (2.4 & 5 GHz, 450 Mbit/s) (BCM4331 3 × 3 칩셋) | 내장형 802.11a/b/g/n (2.4 & 5 GHz, 450 Mbit/s) (BCM4331 3 × 3 칩셋) | 내장형 802.11a/b/g/n (2.4 & 5 GHz, 450 Mbit/s) (BCM4331 3 × 3 칩셋) | 내장형 802.11a/b/g/n/ac (2.4 & 5 GHz, 1.3 Gbit/s) | 내장형 802.11a/b/g/n/ac (2.4 & 5 GHz, 1.3 Gbit/s) |                    |
| 외장 연결 지원                                                                 | SDXC 카드 슬롯 | SDXC 카드 슬롯 | SDXC 카드 슬롯 | SDXC 카드 슬롯 | SDXC 카드 슬롯 |                    |
| 외장 연결 지원                                                                 | USB 3.0 X2 | | | | |                    |
| 외장 연결 지원                                                                 | Thunderbolt X2 | Thunderbolt X2 | Thunderbolt X2 | Thunderbolt II 포트 X2 | Thunderbolt II 포트 X2 |                    |
| 외장 연결 지원                                                                 | HDMI 포트 (1920 X 1200) | HDMI 포트 (1920 X 1200) | HDMI 포트 (1920 X 1200) | HDMI 포트 (3840 X 2160) 미러 설정시 (4096 X 2160) | HDMI 포트 (3840 X 2160) 미러 설정시 (4096 X 2160) |                    |
| 외장 연결 지원                                                                 | Audio line out (아날로그/광학식) | | | | |                    |
| 베터리                                                                         | | | | | |                    |
| 빈칸                                                                           | 74 Wh(13") | 74 Wh(13") | 71.8 Wh (13") | 71.8 Wh (13") | |                    |
| 95&Wh (15")                                                                    | | | | | |                    |
| 무게                                                                           | | | | | |                    |
| 빈칸                                                                           | 3.57 lb (1.62 kg) (13") | 3.57 lb (1.62 kg) (13") | 3.46 lb (1.57 kg) (13") | 3.46 lb (1.57 kg) (13") | |                    |
| 4.46 lb (2.02 kg) (15")                                                        | | | | | |                    |
| 사이즈                                                                         | | | | | |                    |
| 빈칸                                                                           | 12.35 in (31.4 cm) 넓이 × 8.62 in (21.9 cm) 높이 × 0.75 in (1.9 cm) 두께 (13") | 12.35 in (31.4 cm) 넓이 × 8.62 in (21.9 cm) 높이 × 0.75 in (1.9 cm) 두께 (13") | 12.35 in (31.4 cm) 넓이 × 8.62 in (21.9 cm) 높이 × 0.71 in (1.8 cm) 두께 (13") | 12.35 in (31.4 cm) 넓이 × 8.62 in (21.9 cm) 높이 × 0.71 in (1.8 cm) 두께 (13") | |                    |
| 14.13 in (35.9 cm) 넓이 × 9.73 in (24.7 cm) 높이 × 0.71 in (1.8 cm) 두께 (15") | | | | | |                    |

## 4세대 맥북 프로
2016년 10월 27일, 네번째 세대의 13인치와 15인치 맥북 프로가 공개되었다. 기존 세대의 맥북보다 더욱 얇고 가벼우며 키보드의 기능키를 터치바로 대체하였다. 터치바에는 지문 인식 센서인 터치ID가 달려있다. 트랙 패드가 넓어졌으며 3.5mm 이어폰잭을 제외한 기존의 단자들을 전부 제거하고 최대 4개의 Thunderbolt 3 포트를 탑재했다.

### 스펙
|  | 단종 |  | 현행 |

| 모델 테이블                                               | 모델 테이블 | 모델 테이블 | 모델 테이블 | 모델 테이블 | 모델 테이블 | 모델 테이블 |
| 구성요소                                                  | 인텔 코어 i5, 인텔 코어 i7 | 인텔 코어 i5, 인텔 코어 i7 | 인텔 코어 i5, 인텔 코어 i7 | 인텔 코어 i5, 인텔 코어 i7 | 인텔 코어 i5, 인텔 코어 i7 | 인텔 코어 i5, 인텔 코어 i7 |
| 모델                                                      | Late 2016 | Late 2016 | Late 2016 | Mid 2017 | Mid 2017 | Mid 2017 |
| --------------------------------------------------------- | --- | --- | --- | --- | --- | --- |
| 출시일                                                    | 2016년 10월 27일 | 2016년 11월 12일 | 2016년 11월 12일 | 2017년 6월 5일 | 2017년 6월 5일 | 2017년 6월 5일 |
| 모델 명                                                   | MLL42LL/A | MLH12LL/A | MLH32LL/A, MLH42LL/A (space gray) MLW72LL/A, MLW82LL/A(silver) | MPXQ2LL/A, MPXR2LL/A, MPXT2LL/A, MPXU2LL/A                                                                                          | MPXV2LL/A, MPXW2LL/A, MPXX2LL/A, MPXY2LL/A, MQ002LL/A, MQ012LL/A | MPTR2LL/A, MPTT2LL/A, MPTU2LL/A, MPTV2LL/A, MPTW2LL/A, MPTX2LL/A                                                                       |
| 모델 식별                                                 | MacBookPro13,1 (A1708) | MacBookPro13,2 (A1706) | MacBookPro13,3 (A1707) | MacBookPro14,1 (A1708) | MacBookPro14,2 (A1706) | MacBookPro14,3 (A1707) |
| LED 백라이트 와이드 스크린 글로시 패널, 레티나 디스플레이 | 13.3”, 2,560 × 1,600 (16:10), 227 ppi, 넓은 색영역 (P3) 지원, 500-nits (13")                                                          | 13.3”, 2,560 × 1,600 (16:10), 227 ppi, 넓은 색영역 (P3) 지원, 500-nits (13") | 13.3”, 2,560 × 1,600 (16:10), 227 ppi, 넓은 색영역 (P3) 지원, 500-nits (13")                                                                                      | 13.3”, 2,560 × 1,600 (16:10), 227 ppi, 넓은 색영역 (P3) 지원, 500-nits (13")                                                        | 13.3”, 2,560 × 1,600 (16:10), 227 ppi, 넓은 색영역 (P3) 지원, 500-nits (13") | 13.3”, 2,560 × 1,600 (16:10), 227 ppi, 넓은 색영역 (P3) 지원, 500-nits (13")                                                           |
| LED 백라이트 와이드 스크린 글로시 패널, 레티나 디스플레이 | 15.4”, 2,880 × 1,800 (16:10), 220 ppi, 넓은 색영역 (P3) 지원, 500-nits (15”)                                                          | | | | | |
| 비디오 카메라                                             | FaceTime HD (720p) | FaceTime HD (720p) | FaceTime HD (720p) | FaceTime HD (720p) | FaceTime HD (720p) | FaceTime HD (720p) |
| 프로세서                                                  | 2.0 GHz 듀얼 코어 인텔 코어 i5 스카이레이크 (6360U), 최대 3.1 GHz, 4 MB L3 캐시추가 선택 2.4 GHz i7-6660U, 최대 3.4 GHz, 4 MB L3 캐시 | 2.9 GHz 듀얼 코어 인텔 코어 i5 스카이레이크 (6267U), 최대 3.3 GHz, 4 MB L3 캐시추가 선택 3.1 GHz i5-6287U, 최대 3.5 GHz, 4 MB L3 캐시 추가 선택 3.3 GHz i7-6567U, 최대 3.6 GHz, 4 MB L3 캐시 | 2.6 GHz 쿼드 코어 인텔 코어 i7스카이레이크 (6700HQ), 최대 3.5 GHz, 6 MB L3 캐시추가 선택 2.9 GHz i7-6920HQ, 최대 3.8 GHz, 8 MB L3 캐시                            | 2.3 GHz듀얼 코어 인텔 코어 i5 카비레이크 (7360U), 최대 3.6 GHz, 4 MB L3 캐시 추가 선택 2.5 GHz i7-7660U, 최대 4.0 GHz, 4 MB L3 캐시 | 3.1 GHz듀얼 코어 인텔 코어 i5 카비레이크 (7267U), 최대 3.5 GHz, 4 MB L3 캐시 추가 선택 3.3 GHz i5-7287U, 최대 3.7 GHz, 4 MB L3 캐시 추가 선택 3.5 GHz i7-7567U, 최대 4.0 GHz, 4 MB L3 캐시 | 2.8 GHz 쿼드 코어 인텔 코어 i7 카비레이크 (7700HQ), 최대 3.8 GHz, 6 MB L3 캐시 추가 선택 3.1 GHz i7-7920HQ, 최대 4.1 GHz, 8 MB L3 캐시 |
| 프로세서                                                  | 2.0 GHz 듀얼 코어 인텔 코어 i5 스카이레이크 (6360U), 최대 3.1 GHz, 4 MB L3 캐시추가 선택 2.4 GHz i7-6660U, 최대 3.4 GHz, 4 MB L3 캐시 | 2.9 GHz 듀얼 코어 인텔 코어 i5 스카이레이크 (6267U), 최대 3.3 GHz, 4 MB L3 캐시추가 선택 3.1 GHz i5-6287U, 최대 3.5 GHz, 4 MB L3 캐시 추가 선택 3.3 GHz i7-6567U, 최대 3.6 GHz, 4 MB L3 캐시 | 2.7 GHz 쿼드 코어 인텔 코어 i7스카이레이크 (6820HQ), 최대 3.6 GHz, 8MB L3 캐시추가 선택 2.9 GHz i7-6920HQ, 최대 3.8 GHz, 8 MB L3 캐시                             | 2.3 GHz듀얼 코어 인텔 코어 i5 카비레이크 (7360U), 최대 3.6 GHz, 4 MB L3 캐시 추가 선택 2.5 GHz i7-7660U, 최대 4.0 GHz, 4 MB L3 캐시 | 3.1 GHz듀얼 코어 인텔 코어 i5 카비레이크 (7267U), 최대 3.5 GHz, 4 MB L3 캐시 추가 선택 3.3 GHz i5-7287U, 최대 3.7 GHz, 4 MB L3 캐시 추가 선택 3.5 GHz i7-7567U, 최대 4.0 GHz, 4 MB L3 캐시 | 2.9 GHz 쿼드 코어 인텔 코어 i7 카비레이크 (7820HQ), 최대 3.9 GHz, 8MB L3 캐시 추가 선택 3.1 GHz i7-7920HQ, 최대 4.1 GHz, 8 MB L3 캐시  |
| 시스템 버스                                               | 4 GT/s OPI (이론적 최대 대역폭 4 GB/s)                                                                                                | 4 GT/s OPI (이론적 최대 대역폭 4 GB/s) | 8 GT/s DMI 3.0 (이론적 최대 대역폭 3.94 GB/s) | 4 GT/s OPI (이론적 최대 대역폭 4 GB/s)                                                                                              | 4 GT/s OPI (이론적 최대 대역폭 4 GB/s) | 8 GT/s DMI 3.0 (이론적 최대 대역폭 3.94 GB/s)                                                                                          |
| 메모리                                                    | 8 GB 빌트인 온보드 RAM (업그레이드 불가) 추가 선택 16 GB RAM                                                                          | 8 GB 빌트인 온보드 RAM (업그레이드 불가) 추가 선택 16 GB RAM | 16 GB빌트인 온보드 RAM (업그레이드 불가) | 8 GB빌트인 온보드 RAM (업그레이드 불가) 추가 선택 16 GB RAM                                                                         | 8 GB빌트인 온보드 RAM (업그레이드 불가) 추가 선택 16 GB RAM | 16 GB빌트인 온보드 RAM (업그레이드 불가)                                                                                               |
| 메모리                                                    | 1866 MHz PC3-14900 LPDDR3 SDRAM | 2133 MHz PC3-17000 LPDDR3 SDRAM | 2133 MHz PC3-17000 LPDDR3 SDRAM | 2133 MHz PC3-17000 LPDDR3 SDRAM | 2133 MHz PC3-17000 LPDDR3 SDRAM | 2133 MHz PC3-17000 LPDDR3 SDRAM |
| 그래픽                                                    | 인텔 Iris 그래픽 540 LPDDR3 SDRAM 메모리 공유                                                                                         | 인텔 Iris 그래픽 550 LPDDR3 SDRAM 메모리 공유 | Intel HD 그래픽 530 AMD Radeon Pro 450 2 GB GDDR5, 자동 그래픽 전환 (2.6 GHz) 추가선택 Radeon Pro 455 2 GB GDDR5 메모리 추가선택 Radeon Pro 460 4 GB GDDR5 메모리 | 인텔 Iris Plus 그래픽 640 with LPDDR3 SDRAM 메모리 공유                                                                             | 인텔 Iris Plus 그래픽 650 LPDDR3 SDRAM 메모리 공유 | 인텔 HD 그래픽 630 AMD Radeon Pro 555 2 GB GDDR5 메모리 자동 그래픽 전환 (2.8 GHz) 추가선택 Radeon Pro 560 4 GB GDDR5 메모리           |
| 그래픽                                                    | 인텔 Iris 그래픽 540 LPDDR3 SDRAM 메모리 공유                                                                                         | 인텔 Iris 그래픽 550 LPDDR3 SDRAM 메모리 공유 | Intel HD 그래픽 530 AMD Radeon Pro 455 with 2 GB of GDDR5 메모리 자동 그래픽 전환 (2.7 GHz) 추가선택 Radeon Pro 460 4 GB GDDR5 메모리                             | 인텔 Iris Plus 그래픽 640 with LPDDR3 SDRAM 메모리 공유                                                                             | 인텔 Iris Plus 그래픽 650 LPDDR3 SDRAM 메모리 공유 | Intel HD 그래픽 630 AMD Radeon Pro 560 with 4 GB of GDDR5 메모리 자동 그래픽 전환 (2.9 GHz)                                            |
| 저장공간                                                  | 256 GB, 512 GB, 1 TB SSD | 256 GB 빌트인 SSD (업그레이드 불가) | 256 GB SSD. 추가선택 512 GB, 1 TBB, 2 TB SSD (업그레이드 불가) (2.6 GHz)                                                                                          | 128 GB, 256 GB, 512 GB, 1 TB SSD | 256 GB, 512 GB, 1 TB SSD (업그레이드 불가) | 256 GB, 512 GB, 1 TB, 2 TB 빌트인 SSD (업그레이드 불가) (2.8 GHz)                                                                      |
| 저장공간                                                  | 256 GB, 512 GB, 1 TB SSD | 512 GB, 1 TB 빌트인 SSD (업그레이드 불가) | 512 GB SSD. 추가선택 1 TB, 2 TB SSD (업그레이드 불가) (2.7 GHz)                                                                                                   | 128 GB, 256 GB, 512 GB, 1 TB SSD | 256 GB, 512 GB, 1 TB SSD (업그레이드 불가) | 512 GB, 1 TB, 2 TB 빌트인 SSD (업그레이드 불가) (2.9 GHz)                                                                              |
| 저장공간                                                  | NVMe/PCIe 3.0 ×4 8.0 GT/s (31.5 Gbit/s)                                                                                               | | | | | |
| Wi-Fi                                                     | 802.11a/b/g/n/ac, 최대 867 Mbit/s (13" w/o Touch Bar), 1.3 Gbit/s (13" and 15" w/ Touch Bar)                                          | 802.11a/b/g/n/ac, 최대 867 Mbit/s (13" w/o Touch Bar), 1.3 Gbit/s (13" and 15" w/ Touch Bar)                                                                                                 | 802.11a/b/g/n/ac, 최대 867 Mbit/s (13" w/o Touch Bar), 1.3 Gbit/s (13" and 15" w/ Touch Bar)                                                                      | 802.11a/b/g/n/ac, 최대 867 Mbit/s (13" w/o Touch Bar), 1.3 Gbit/s (13" and 15" w/ Touch Bar)                                        | 802.11a/b/g/n/ac, 최대 867 Mbit/s (13" w/o Touch Bar), 1.3 Gbit/s (13" and 15" w/ Touch Bar)                                                                                               | 802.11a/b/g/n/ac, 최대 867 Mbit/s (13" w/o Touch Bar), 1.3 Gbit/s (13" and 15" w/ Touch Bar)                                           |
| Bluetooth                                                 | Bluetooth 4.2 무선 기술 | Bluetooth 4.2 무선 기술 | Bluetooth 4.2 무선 기술 | Bluetooth 4.2 무선 기술 | Bluetooth 4.2 무선 기술 | Bluetooth 4.2 무선 기술 |
| 외장 연결 지원                                            | Thunderbolt 3 (USB-C) | Thunderbolt 3 (USB-C) | Thunderbolt 3 (USB-C) | Thunderbolt 3 (USB-C) | Thunderbolt 3 (USB-C) | Thunderbolt 3 (USB-C) |
| 외장 연결 지원                                            | 3.5mm 오디오잭 | | | | | |
| 배터리                                                    | 54.5 Wh (13" w/o Touch Bar) | 54.5 Wh (13" w/o Touch Bar) | 54.5 Wh (13" w/o Touch Bar) | 54.5 Wh (13" w/o Touch Bar) | 54.5 Wh (13" w/o Touch Bar) | 54.5 Wh (13" w/o Touch Bar) |
| 배터리                                                    | 49.2 Wh (13", with Touch Bar) | | | | | |
| 배터리                                                    | 76 Wh (15") | | | | | |
| 배터리                                                    | 최대 10 hours use (wireless web, iTunes film playback); 30 days standby time                                                          | | | | | |
| 무게                                                      | 1.37 kg (13") | 1.37 kg (13") | 1.37 kg (13") | 1.37 kg (13") | 1.37 kg (13") | 1.37 kg (13") |
| 무게                                                      | 1.83 kg (15") | | | | | |
| 크기                                                      | 30.41 cm × 21.24 cm × 1.49 cm (13")                                                                                                   | 30.41 cm × 21.24 cm × 1.49 cm (13") | 30.41 cm × 21.24 cm × 1.49 cm (13") | 30.41 cm × 21.24 cm × 1.49 cm (13")                                                                                                 | 30.41 cm × 21.24 cm × 1.49 cm (13") | 30.41 cm × 21.24 cm × 1.49 cm (13") |
| 크기                                                      | 34.93 cm × 24.07 cm × 1.55 cm (15")                                                                                                   | | | | | |

## 같이 보기
- 애플
- 맥북
- 매킨토시
- 사파리 (웹 브라우저)
- OS X
- 맥 OS